# オレ＝ダンジュー
オレ＝ダンジュー （Orée-d'Anjou）は、フランス、ペイ・ド・ラ・ロワール地域圏、メーヌ＝エ＝ロワール県のコミューン。

## 歴史
自治体間連合カントン・ド・シャントソー（fr）に属する9のコミューン、ブジエ、シャントソー、ドラン、ランドモン、リレ、サン・クリストフ・ラ・クプリー、サン＝ローラン＝デゾテル、サン・ソヴール・ド・ランドモン、ラ・ヴァレンヌが合併し、2015年12月15日に創設された。